# George Hamilton Kenrick
George Hamilton Kenrick (1850  - Birmingham, 28 mei 1939) was een Engelse entomoloog die was gespecialiseerd in Lepidoptera, vooral in die van Nieuw-Guinea. Daarnaast was hij een vooraanstaand liberaal pedagoog, raadslid en burgemeester van Birmingham.

## Levensloop
Na het voltooien van zijn opleiding in Brighton en aan het University College London, werkte hij twee jaar als ingenieur bij Nettlefolds in Smethwick, waar zijn broer directeur was. Daarna trad hij toe tot het bedrijf van zijn vader, waar hij jarenlang directeur was.
Kenrick hield zich bezig met het lokale basis- en hoger onderwijsbeleid en werd op 30-jarige leeftijd lid van het schoolbestuur in Birmingham. Hij promootte fysieke training op scholen door in 1883 een Kenrick Shield op te richten. In 1903 werd hij raadslid in Birmingham en in 1908 diende hij een jaar als burgemeester van Birmingham. In 1909 werd Kenrick geridderd door koning Edward VII van het Verenigd Koninkrijk tijdens een koninklijk bezoek aan Birmingham.
Vanaf begin 20e eeuw publiceerde Kenrick over tropische vlinders. Van 1902 tot 1903 stuurde hij de natuurvorser Antwerp Edgar Pratt en zijn twee zonen, Carl Brenders Pratt en Felix Biet Pratt naar Brits-Nieuw-Guinea en van 1909 tot 1910 naar het Arfakgebergte in West-Papoea. Beide expedities, waarbij honderden nieuwe vlindersoorten werden ontdekt (waaronder de vlinder Ornithoptera rothschildi), waren zeer succesvol. Zelf verzamelde hij ook vlinders in India en Amerika. In de jaren dertig verkocht Kenrick zijn vlindercollectie aan het Birmingham Natural History Museum. Zijn verzameling van vlinders bevindt zich in het Birmingham Museum & Art Gallery en in het Natural History Museum in Londen.
Kenrick was een Fellow van de Royal Entomological Society (FRES). Kenrick was niet getrouwd.

## Publicaties
- (1907). A list of moths of the family Pyralidae collected by Antwerp Edgar Pratt in British New Guinea in 1902-3, with descriptions of new species. - Proceedings of the Zoological Society of London 1907: 68-87.
- (1909). Descriptions of some new species of the genus Delias from North New Guinea, recently collected by Mr. C. E. Pratt. - Annals and Magazine of Natural History (series 8) 4: 176-183, pis 6, 7.
- (1911). Some undescribed Butterflies from Dutch New Guinea Transactions of the entomological Society of London 1911 (1): 16-20, pl. 3-4.
- (1912) A List of Moths of the Family Pyralidae collected by Felix B. Pratt and Charles B. Pratt in Dutch New Guinea in 1909-1910; with Descriptions of new Species. - Proceedings of the Zoological Society of London 1912 (2): 546-555, pl.68.
- (1914a). New or little known Heterocera from Madagascar. - Transactions of the entomological Society of London 1913 (4): 587–602, pls. 31–32.
- (1917). New or little-known Heterocera from Madagascar. - Transactions of the entomological Society of London 1917: 85–101, pls. 1–6.